# Весельський Віктор Леонідович
Віктор Леонідович Весельський (нар. 25 жовтня 1956 с. Рихальське) — український політик, екс-мер Новоград-Волинського.

## Біографія
Народився у 1956 році в селі Рихальське.
Здобув вищу освіту.

## Політична діяльність
- 2014 балотувався по округу 65 (Житомирська область) до ВРУ (мажоритарка, самовисування).[1]
- 2015 балотувався по округу 64 (Житомирська обласна рада) (мажоритарка, ЄС).[1]
- 2015 балотувався на мера Новоград-Волинського (мажоритарка, ЄС). На посаді пробув до 2020 року.[1]
- 2019 балотувався по округу 64 (Житомирська обласна рада) (мажоритарка, самовисування).[1]

## Статки
У 2016 році отримав найбільшу по області зарплату серед мерів, що склала 230 тис. грн за рік.